# Exobasidium pernettyae
Exobasidium pernettyae ist eine Pilzart der Familie der Nacktbasidienverwandten (Exobasidiaceae) aus der Ordnung Ustilaginomycotina. Sie lebt als Endoparasit auf Pernettya coriacea. Symptome des Befalls durch den Pilz sind Myzelteppiche auf den Blattunterseiten der Wirtspflanzen, seltener auch rötliche Blattgallen. Die Art ist auf dem Gebiet Costa Ricas beheimatet.

## Merkmale

### Makroskopische Merkmale
Exobasidium pernettyae ist mit bloßem Auge zunächst nicht zu erkennen. Symptome des Befalls sind Myzelfilze auf den Unterseiten befallener Blätter, in einigen Fällen kommt es auch zur Ausbildung rötlicher Blattgallen.

### Mikroskopische Merkmale
Das Myzel von Exobasidium pernettyae wächst wie bei allen Nacktbasidien interzellulär und bildet Saugfäden, die in das Speichergewebe des Wirtes wachsen. Der Pilz besitzt eine monomitische Hyphenstruktur aus rein generativen Hyphen ohne Schnallen. Die viersporigen, 20–26,5 × 4–4,5 µm großen Basidien sind an der Basis einfach septiert. Sie wachsen direkt aus der Wirtsepidermis oder aus Spaltöffnungen. Die elliptischen Sporen sind hyalin, dünnwandig und 6,5–10,5 × 2–2,5 µm groß. Reif haben sie zwei bis drei Septen. Die Konidien sind milchig-hyalin, 6,5–8,5 × 1–2 µm groß und bazillenförmig.

## Verbreitung
Das bekannte Verbreitungsgebiet von Exobasidum pernettyae umfasst das Zentrum Costa Ricas.

## Ökologie
Die Wirtspflanze von Exobasidium pernettyae ist Pernettya corniacea. Der Pilz ernährt sich von den im Speichergewebe der Pflanzen vorhandenen Nährstoffen, seine Basidien brechen später durch die Blattoberfläche und setzen Sporen frei. Diese keimen, nachdem sie auf geeignetes Substrat gefallen sind, zu Keimschläuchen und Konidien, aus denen sich dann neues Myzel entwickelt.